# Persone di cognome Fusco
| Questa pagina contiene informazioni ricavate automaticamente dalle voci biografiche con l'ausilio del template Bio e di un bot. L'aggiornamento è periodico e automatico e ricostruisce completamente la pagina. Se manca una persona in questa lista, sei pregato di non aggiungerla, ma accertati piuttosto che la sua voce biografica contenga il template Bio e che i dati anagrafici siano correttamente compilati. Se il template Bio manca, inseriscilo tu stesso o, in alternativa, metti l'avviso {{tmp\|Bio}} che ne segnala la mancanza. Se i dati riportati sono sbagliati, correggi direttamente la voce biografica; le modifiche saranno visibili in questa lista entro pochi giorni. Per chiarimenti vedi il progetto antroponimi. La lista contiene solo le 53 persone che sono citate nell'enciclopedia e per le quali è stato implementato correttamente il template Bio. Pagina aggiornata al 7 ago 2025. |

Questa è una lista di persone presenti nell'enciclopedia che hanno il cognome Fusco, suddivise per attività principale.

## Allenatori di calcio(4)
- Luca Fusco, allenatore di calcio e ex calciatore italiano (Salerno, n. 1977)
- Onofrio Fusco, allenatore di calcio e calciatore italiano (Bari, n. 1918 - Bari, † 1994)
- Salvatore Fusco, allenatore di calcio e ex calciatore italiano (Pratola Serra, n. 1971)
- Vincenzo Fusco, allenatore di calcio e ex calciatore italiano (Salerno, n. 1980)

## Ammiragli(1)
- Cornelio Fusco, ammiraglio e generale romano († 86)

## Attori(1)
- Cosimo Fusco, attore italiano (Matera, n. 1962)

## Attrici(1)
- Ketty Fusco, attrice, regista e scrittrice svizzera (Napoli, n. 1926 - Lugano, † 2021)

## Attrici teatrali(1)
- Ottavia Fusco, attrice teatrale e cantante italiana (Asti, n. 1967)

## Avvocati(2)
- Giuseppe Fusco, avvocato e politico italiano (Formicola, n. 1885 - Santa Maria Capua Vetere, † 1957)
- Salvatore Fusco, avvocato e politico italiano (Napoli, n. 1841 - Napoli, † 1906)

## Calciatori(3)
- Antonio Fusco, calciatore italiano (Roma, n. 1916 - Roma, † 1993)
- Emiliano Fusco, ex calciatore argentino (Caseros, n. 1986)
- Nicola Fusco, calciatore italiano (Roma, n. 1924 - Roma, † 2015)

## Cantanti(3)
- Gitano, cantante italiano (Tocco Caudio, n. 1960)
- Enzo Fusco, cantante e chitarrista italiano (Lucca, n. 1888)
- Renata Fusco, cantante e attrice teatrale italiana (Cava de’ Tirreni, n. 1969)

## Chimici(1)
- Raffaello Fusco, chimico italiano (Milano, n. 1910 - Milano, † 2002)

## Compositori(1)
- Tarcisio Fusco, compositore, direttore d'orchestra e pianista italiano (Sant'Agata de' Goti, n. 1904 - Roma, † 1962)

## Conduttori televisivi(1)
- Andrea Fusco, conduttore televisivo, telecronista sportivo e giornalista italiano (Roma, n. 1959)

## Dirigenti sportivi(1)
- Pietro Fusco, dirigente sportivo, allenatore di calcio e ex calciatore italiano (Napoli, n. 1971)

## Fotografi(1)
- Paul Fusco, fotografo statunitense (Leominster, n. 1930 - San Anselmo, † 2020)

## Fumettisti(1)
- Fernando Fusco, fumettista e pittore italiano (Ventimiglia, n. 1929 - Città di Castello, † 2015)

## Funzionari(1)
- Federico Fusco, prefetto italiano (Napoli, n. 1872)

## Giocatori di football americano(1)
- Brandon Fusco, giocatore di football americano statunitense (Dayton, n. 1988)

## Giornalisti(2)
- Angelo Fusco, giornalista, scrittore e regista italiano (Trieste, n. 1926 - Napoli, † 1985)
- Mimmo Fusco, giornalista e telecronista sportivo italiano (Noto, n. 1947 - Roma, † 2005)

## Insegnanti(1)
- Antonio Fusco, docente, psicologo e poeta italiano (Miranda, n. 1924 - Cassino, † 2018)

## Matematici(1)
- Nicola Fusco, matematico italiano (Napoli, n. 1956)

## Militari(2)
- Alfredo Fusco, ufficiale e aviatore italiano (Tripoli, n. 1915 - Berat, † 1941)
- Vincenzo Fusco, militare italiano (Seravezza, n. 1913 - Mar Mediterraneo, † 1944)

## Nuotatrici(1)
- Francesca Fusco, nuotatrice italiana (Avellino, n. 1993)

## Pianisti(1)
- Giovanni Fusco, pianista, compositore e direttore d'orchestra italiano (Sant'Agata de' Goti, n. 1906 - Roma, † 1968)

## Poetesse(1)
- Rosa Maria Fusco, poetessa, saggista e critico letterario italiana (Matera, n. 1953)

## Poeti(3)
- Aristio Fusco, poeta, grammatico e commediografo romano
- Enzo Fusco, poeta italiano (Napoli, n. 1899 - Napoli, † 1951)
- Pietro Paolo Fusco, poeta e medico italiano (Pontelandolfo, n. 1880 - Santa Maria Capua Vetere, † 1918)

## Politici(3)
- Tiberio Manilio Fusco, politico romano
- Marco Antonio Fusco, politico italiano (San Nicola la Strada, n. 1904)
- Umberto Fusco, politico italiano (Roccagorga, n. 1956)

## Presbiteri(2)
- Alfonso Maria Fusco, presbitero italiano (Angri, n. 1839 - Angri, † 1910)
- Tommaso Maria Fusco, presbitero italiano (Pagani, n. 1831 - Nocera Inferiore, † 1891)

## Registi(1)
- Carlo Fusco, regista, produttore cinematografico e sceneggiatore italiano (Potenza, n. 1977)

## Rugbisti a 15(3)
- Elio Fusco, rugbista a 15 e allenatore di rugby a 15 italiano (Napoli, n. 1933 - † 2009)
- Alessandro Fusco, ex rugbista a 15 e allenatore di rugby a 15 italiano (Napoli, n. 1962)
- Alessandro Fusco, rugbista a 15 italiano (Napoli, n. 1999)

## Saggisti(1)
- Sebastiano Fusco, saggista, scrittore e traduttore italiano (n. 1944)

## Sceneggiatrici(1)
- Maria Pia Fusco, sceneggiatrice e giornalista italiana (Roma, n. 1939 - Roma, † 2016)

## Scrittori(2)
- Antonio Fusco, scrittore italiano (Napoli, n. 1964)
- Giancarlo Fusco, scrittore, giornalista e attore italiano (La Spezia, n. 1915 - Roma, † 1984)

## Showgirl(1)
- Lisa Fusco, showgirl, personaggio televisivo e cantante italiana (Napoli, n. 1978)

## Soprani(1)
- Cecilia Fusco, soprano italiano (Roma, n. 1933 - Latisana, † 2020)

## Vescovi cattolici(2)
- Michele Fusco, vescovo cattolico italiano (Piano di Sorrento, n. 1963)
- Vittorio Fusco, vescovo cattolico e biblista italiano (Campobasso, n. 1939 - Nardò, † 1999)